# Майерс, Скотт
Скотт Дуглас Майерс (англ. Scott Meyers) — эксперт по языку программирования C++, консультант по разработке программного обеспечения и автор серии книг «Эффективное использование C++». Он получил степень бакалавра по биологии и магистра по вычислительной технике в Стэнфордском университете и степень доктора компьютерных наук в Брауновском университете (1985). Скотт Майерс является постоянным автором в «The C/C++ Users Journal».
В 2009 году он получил премию «Dr. Dobb’s Excellence in Programming Award», как человек внесший значительный вклад в развитие программного обеспечения в духе новаторства и сотрудничества.
В декабре 2015-го сообщил о прекращении активного участия в мире C++.